# Tetrathemis denticauda
Tetrathemis denticauda là một loài chuồn chuồn ngô thuộc họ Libellulidae. Nó được tìm thấy ở Cộng hòa Dân chủ Congo và Uganda. Môi trường sống tự nhiên của nó là các khu rừng đất thấp ẩm nhiệt đới và cận nhiệt đới. Nó bị đe dọa do mất môi trường sống.